# Axel Hultman
Axel Hultman (26 de septiembre de 1869-4 de diciembre de 1935) fue un actor, director teatral y cantante de nacionalidad sueca.

## Biografía
Nacido en Estocolmo, Suecia, su nombre completo era Axel Fredrik Wilhelm Hultman. 
Hultman fue campeón de natación de Suecia en el año 1891. Tuvo una casa de verano en Spillersboda, y fue fundador del club deportivo local Spillersboda IF. Además, fue primer director de la sociedad Pelarorden.
Axel Hultman se formó teatralmente en la escuela del Teatro Dramaten en 1892–1893. En los años 1893–1894 y 1898–1901 trabajó en el Teatro Sueco de Helsinki, en 1894–1896 en la compañía de August Lindberg, en 1896–1908 en el Vasateatern, y en 1901–1905 en el Dramatiska teatern. Dirigió una compañía propia  en 1905–1907 y 1915–1916 con representaciones en provincias, y desde 1907 a 1914 y 1916 a 1918 trabajó con el Södra teatern, formando parte entre 1918 y 1919 del Oscarsteatern.
Ernst Rolf llegó a ser debutante en la compañía de Hultman. A principios de los años 1910 formó parte de un trío vocal formado por él y por Olle Strandberg y Oscar Bergström. Más adelante trabajó para teatros privados de Albert Ranft. A lo largo de su carrera, Hultman actuó en una veintena de producciones cinematográficas. Su primer film fue Sången om den eldröda blomman (1919), dirigido por Mauritz Stiller.
Axel Hultman falleció en Lidingö, Suecia, en 1935. Fue enterrado en el Cementerio Norra begravningsplatsen de Estocolmo.

## Teatro

### Actor
- 1897 : Ungdomslek, de Frederik Leth Hansen, Vasateatern[6]
- 1906 : Med storm, de Maurice Donnay , Dramatiska Teatern[7]
- 1910 : Var bor hon då?, de Jean Kren y Victor Hollaender, Södra Teatern[8]
- 1912 : Sankt Jönsson och draken, de Emil Norlander, Södra Teatern[9]
- 1918 : Tokstollar, de Emil Norlander, Södra Teatern[10]
- 1921 : På vift, eller Stockholm – Köpenhamn – Paris – Granada, de Emil Norlander, Kristallsalongen[11]
- 1925 : En piga bland pigor, de Ernst Fastbom, escenografía de Axel Hultman, Vanadislundens friluftsteater[12]
- 1925 : Öregrund-Östhammar, de Selfrid Kinmansson, escenografía de Axel Hultman, Vanadislundens friluftsteater[13]

### Director
- 1925 : En piga bland pigor, de Ernst Fastbom, Vanadislundens friluftsteater
- 1925 : Öregrund-Östhammar, de Selfrid Kinmansson, Vanadislundens friluftsteater

## Filmografía
- 1919 : Sången om den eldröda blomman
- 1919 : En ung mans väg
- 1920 : Kärlek och björnjakt
- 1920 : Flickorna i Åre
- 1921 : Landsvägsriddare
- 1921 : Silkesstrumpan
- 1921 : Kärlek och hypnotism
- 1923 : Fröken Fob
- 1924 : Sten Stensson Stéen från Eslöv
- 1924 : Livet på landet
- 1925 : Styrman Karlssons flammor
- 1925 : Polis Paulus' påskasmäll
- 1925 : Skärgårdskavaljerer
- 1926 : Flickorna Gyurkovics
- 1926 : Hon, den enda
- 1926 : Charleys tant
- 1926 : Dollarmillionen
- 1927 : Ungdom
- 1928 : Janssons frestelse
- 1928 : Synd
- 1929 : Hjärtats triumf

## Discografía
- Huset med de många värdarne, The Grammophone Company
- Ola Bengtssons flamma (1909), 282170 The Grammophone Company
- Å så rulla vi på kuttingen igen (1911), 282297 The Grammophone Company

Med trion Tre trallande pojkar:
- Tre trallande pojkars entrésång (1910), 284022 The Grammophone Company
- Gångsång (1910), 284024 The Grammophone Company